# Le Grès
Le Grès (Le Gres en occitan) est une commune française située dans le nord du département de la Haute-Garonne en région Occitanie. Sur le plan historique et culturel, la commune est dans le pays de Rivière-Verdun, un petit pays d'élection de l'est de la Gascogne, à l'écart des grandes voies de communication, et s'étageant sur les terrasses de la rive gauche de la Garonne, entre la vallée de la Save et la Lomagne, et se prolongeant en Gascogne toulousaine.
Exposée à un climat océanique altéré, elle est drainée par l'Arsène, le ruisseau de Marguestaud, la Saoume et par divers autres petits cours d'eau.
Le Grès est une commune rurale qui compte 464 habitants en 2022, après avoir connu une forte hausse de la population depuis 1975. Elle fait partie de l'aire d'attraction de Toulouse. Ses habitants sont appelés les Grésiens ou  Grésiennes.

## Géographie

### Localisation
La commune du Grès se trouve dans le département de la Haute-Garonne, en région Occitanie.
Elle se situe à 31 km à vol d'oiseau de Toulouse, préfecture du département, et à 18 km de Léguevin, bureau centralisateur du canton de Léguevin dont dépend la commune depuis 2015 pour les élections départementales.
La commune fait en outre partie du bassin de vie de Cadours.
Les communes les plus proches sont : 
Caubiac (1,5 km), Pelleport (2,2 km), Drudas (3,5 km), Garac (3,7 km), Cadours (4,0 km), Puysségur (4,0 km), Vignaux (4,9 km), Thil (5,1 km).
Sur le plan historique et culturel, Le Grès fait partie du pays toulousain, une ceinture de plaines fertiles entrecoupées de bosquets d'arbres, aux molles collines semées de fermes en briques roses, inéluctablement grignotée par l'urbanisme des banlieues.
Le Grès est limitrophe de cinq autres communes.
Les communes limitrophes sont  Cadours, Caubiac, Garac, Pelleport et Thil.
| Cadours | Pelleport |      |
| Caubiac | du Grès   | Thil |
|         | Garac     |      |

### Géologie et relief
La superficie de la commune est de 813 hectares ; son altitude varie de 169  à   284 mètres.

### Hydrographie

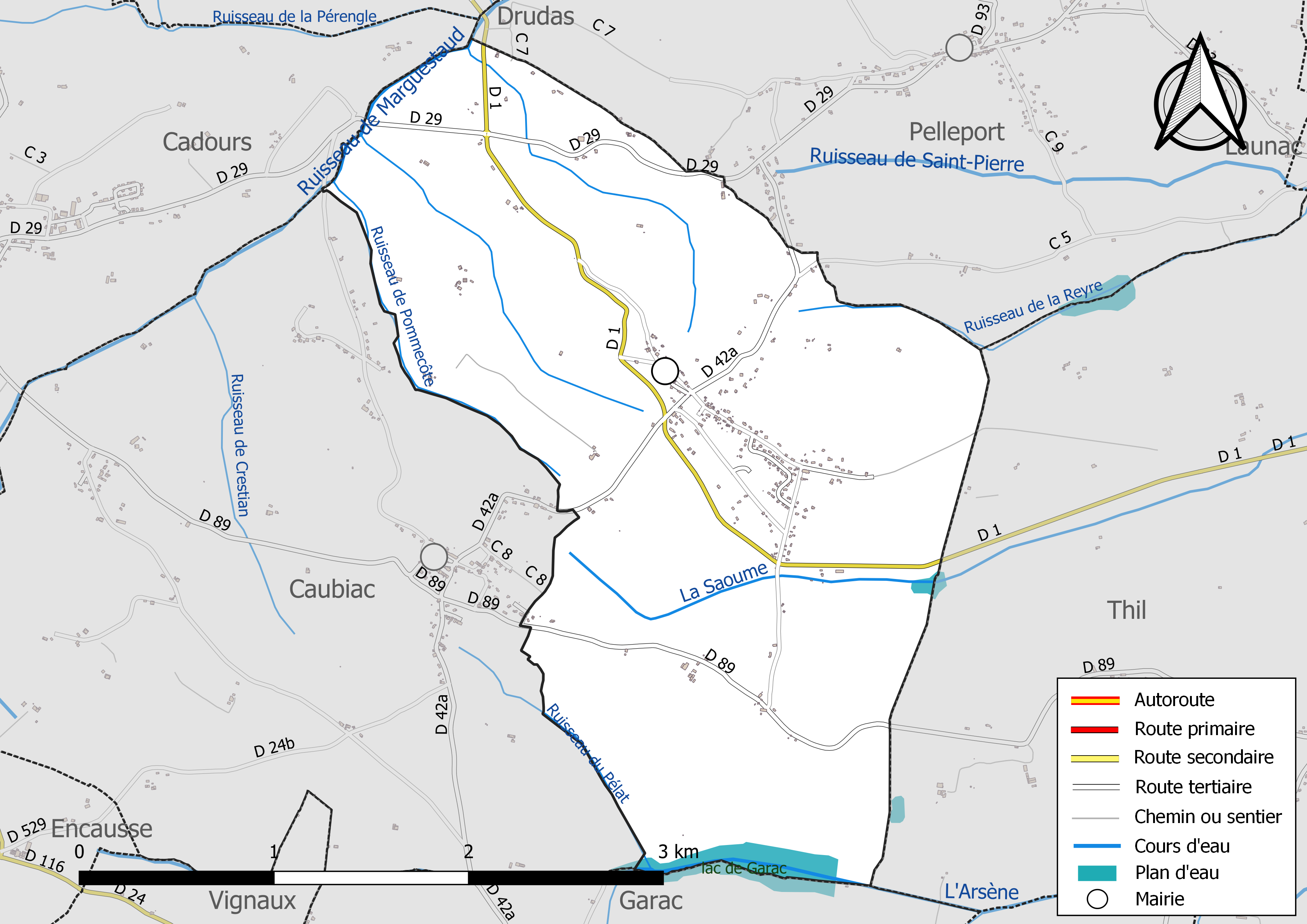
Réseaux hydrographique et routier du Grès.

La commune est dans le bassin de la Garonne, au sein du bassin hydrographique Adour-Garonne. Elle est drainée par l'Arsène, le ruisseau de Marguestaud, la Saoume, le ruisseau de la Reyre, le ruisseau de Pommecôte, le ruisseau du Pélat et par deux petits cours d'eau, constituant un réseau hydrographique de 11 km de longueur totale,.
L'Arsène, d'une longueur totale de 14,1 km, prend sa source dans la commune d'Encausse (32) et s'écoule d'ouest en est. Il traverse la commune et se jette dans La Save à Montaigut-sur-Save, après avoir traversé 10 communes.
Le ruisseau de Marguestaud, d'une longueur totale de 23,2 km, prend sa source dans la commune de Caubiac et s'écoule du sud-ouest vers le nord-est. Il traverse la commune et se jette dans la Garonne à Verdun-sur-Garonne (82), après avoir traversé 10 communes.

### Climat
Pour des articles plus généraux, voir Climat de l'Occitanie et Climat de la Haute-Garonne.
En 2010, le climat de la commune est de type climat du Bassin du Sud-Ouest, selon une étude s'appuyant sur une série de données couvrant la période 1971-2000. En 2020, Météo-France publie une typologie des climats de la France métropolitaine dans laquelle la commune est exposée à un climat océanique altéré et est dans la région climatique Aquitaine, Gascogne, caractérisée par une pluviométrie abondante au printemps, modérée en automne, un faible ensoleillement au printemps, un été chaud (19,5 °C), des vents faibles, des brouillards fréquents en automne et en hiver et des orages fréquents en été (15 à 20 jours).
Pour la période 1971-2000, la température annuelle moyenne est de 13,3 °C, avec une amplitude thermique annuelle de 15,3 °C. Le cumul annuel moyen de précipitations est de 727 mm, avec 9,9 jours de précipitations en janvier et 5,8 jours en juillet. Pour la période 1991-2020, la température moyenne annuelle observée sur la station météorologique la plus proche, située sur la commune de Blagnac à 25 km à vol d'oiseau, est de 14,2 °C et le cumul annuel moyen de précipitations est de 627,0 mm,. Pour l'avenir, les paramètres climatiques de la commune estimés pour 2050 selon différents scénarios d'émission de gaz à effet de serre sont consultables sur un site dédié publié par Météo-France en novembre 2022.

### Milieux naturels et biodiversité
Aucun espace naturel présentant un intérêt patrimonial n'est recensé sur la commune dans l'inventaire national du patrimoine naturel,,.

## Urbanisme

### Typologie
Au 1er janvier 2024, Le Grès est catégorisée commune rurale à habitat dispersé, selon la nouvelle grille communale de densité à sept niveaux définie par l'Insee en 2022.
Elle est située hors unité urbaine. Par ailleurs la commune fait partie de l'aire d'attraction de Toulouse, dont elle est une commune de la couronne,. Cette aire, qui regroupe 527 communes, est catégorisée dans les aires de 700 000 habitants ou plus (hors Paris),.

### Voies de communication et transports
Lignes intermodales d'Occitanie, la ligne 326 du réseau liO Arc-en-Ciel relie la commune à la gare de Castelnau-d'Estrétefonds, en correspondance avec des TER Occitanie en direction de Toulouse-Matabiau, et la ligne 373 relie la commune à la gare routière de Toulouse depuis Cadours.
- Par la route : la route départementale D1 permet de rejoindre Thil et Bretx (à l'est), et Puysségur et Cox (au nord-ouest), ainsi que Cadours en tournant à gauche pour prendre la D29. La D42a permet de rejoindre Pelleport (au nord) ainsi que Launac en continuant dans la même direction et sur la même route, ou Caubiac (au sud) et Garac en continuant vers le sud sur cette route.
- Par le train : la gare de Mérenvielle est la plus proche du village.
- Par l'avion : le village est située à une trentaine de kilomètres de l'aéroport de Toulouse-Blagnac.

### Risques majeurs
Le territoire de la commune duGrès est vulnérable à différents aléas naturels : météorologiques (tempête, orage, neige, grand froid, canicule ou sécheresse), inondations et séisme (sismicité très faible). Un site publié par le BRGM permet d'évaluer simplement et rapidement les risques d'un bien localisé soit par son adresse soit par le numéro de sa parcelle.
Certaines parties du territoire communal sont susceptibles d’être affectées par le risque d’inondation par débordement de cours d'eau, notamment le ruisseau de Marguestaud. La commune a été reconnue en état de catastrophe naturelle au titre des dommages causés par les inondations et coulées de boue survenues en 1982, 1999 et 2009,.

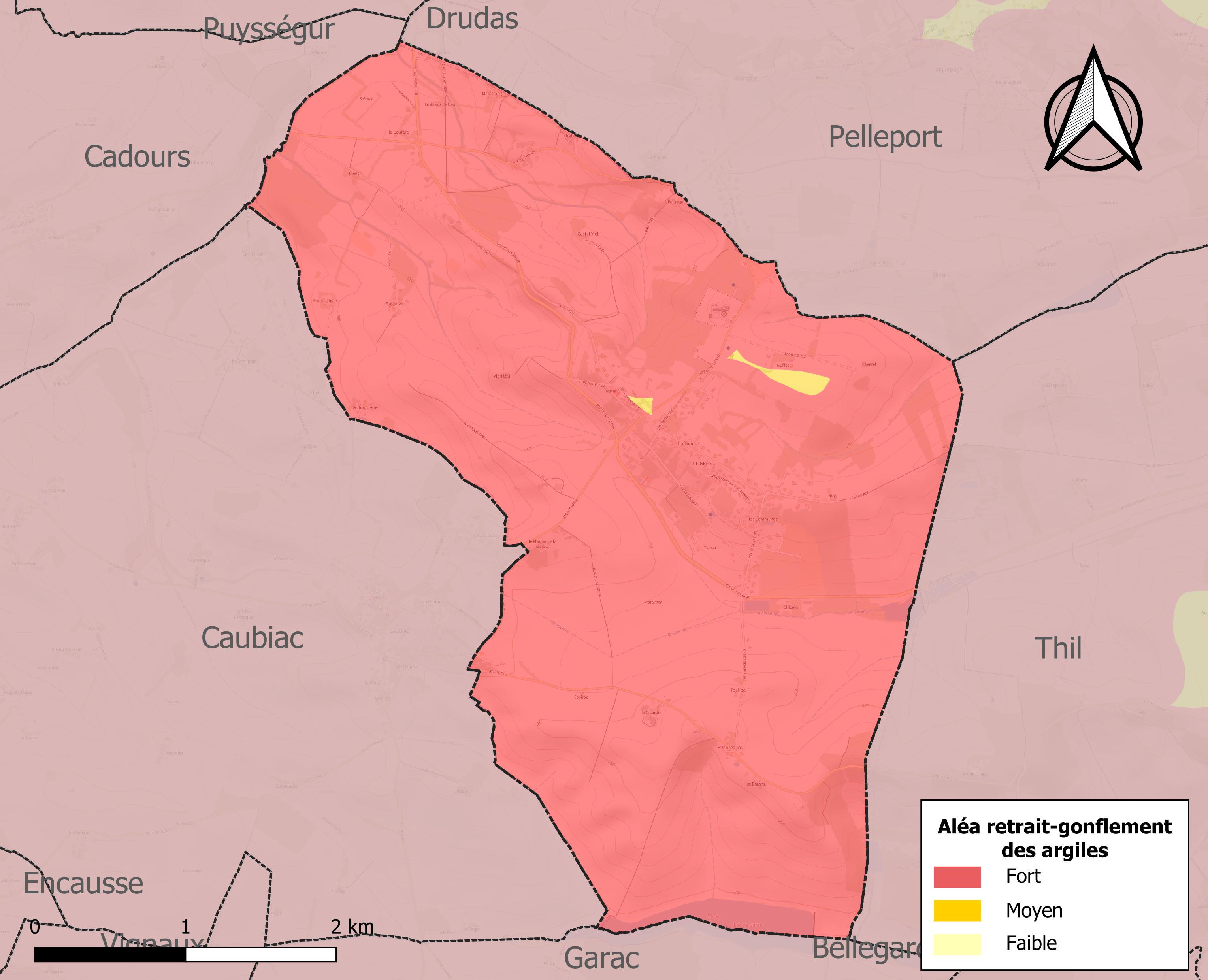
Carte des zones d'aléa retrait-gonflement des sols argileux du Grès.

Le retrait-gonflement des sols argileux est susceptible d'engendrer des dommages importants aux bâtiments en cas d’alternance de périodes de sécheresse et de pluie. La totalité de la commune est en aléa moyen ou fort (88,8 % au niveau départemental et 48,5 % au niveau national). Sur les 179 bâtiments dénombrés sur la commune en 2019, 179 sont en aléa moyen ou fort, soit 100 %, à comparer aux 98 % au niveau départemental et 54 % au niveau national. Une cartographie de l'exposition du territoire national au retrait gonflement des sols argileux est disponible sur le site du BRGM,.
Par ailleurs, afin de mieux appréhender le risque d’affaissement de terrain, l'inventaire national des cavités souterraines permet de localiser celles situées sur la commune.
Concernant les mouvements de terrains, la commune a été reconnue en état de catastrophe naturelle au titre des dommages causés par la sécheresse en 1989, 1991, 1994, 1998, 2003, 2006, 2012 et 2016 et par des mouvements de terrain en 1999.

## Toponymie
Gres : « endroits pierreux ».

## Politique et administration

### Administration municipale
Le nombre d'habitants au recensement de 2017 étant compris entre 100 habitants et 499 habitants, le nombre de membres du conseil municipal pour l'élection de 2020 est de onze,.

### Rattachements administratifs et électoraux
Commune faisant partie de la sixième circonscription de la Haute-Garonne, de la communauté de communes des Hauts Tolosans et du canton de Léguevin (avant le redécoupage départemental de 2014, Le Grès faisait partie de l'ex-canton de Cadours) et avant le 1er janvier 2017 de la communauté de communes des Coteaux de Cadours.

## Population et société

### Démographie
L'évolution du nombre d'habitants est connue à travers les recensements de la population effectués dans la commune depuis 1793. Pour les communes de moins de 10 000 habitants, une enquête de recensement portant sur toute la population est réalisée tous les cinq ans, les populations de référence des années intermédiaires étant quant à elles estimées par interpolation ou extrapolation. Pour la commune, le premier recensement exhaustif entrant dans le cadre du nouveau dispositif a été réalisé en 2008.

En 2022, la commune comptait 464 habitants, en évolution de +7,41 % par rapport à 2016 (Haute-Garonne : +8,02 %, France hors Mayotte : +2,11 %).
| 1793 | 1800 | 1806 | 1821 | 1831 | 1836 | 1841 | 1846 | 1851 |
| ---- | ---- | ---- | ---- | ---- | ---- | ---- | ---- | ---- |
| 272  | 255  | 274  | 341  | 357  | 380  | 402  | 412  | 417  |

| 1856 | 1861 | 1866 | 1872 | 1876 | 1881 | 1886 | 1891 | 1896 |
| ---- | ---- | ---- | ---- | ---- | ---- | ---- | ---- | ---- |
| 437  | 384  | 405  | 333  | 321  | 283  | 271  | 258  | 253  |

| 1901 | 1906 | 1911 | 1921 | 1926 | 1931 | 1936 | 1946 | 1954 |
| ---- | ---- | ---- | ---- | ---- | ---- | ---- | ---- | ---- |
| 232  | 219  | 203  | 174  | 181  | 184  | 203  | 160  | 162  |

| 1962 | 1968 | 1975 | 1982 | 1990 | 1999 | 2006 | 2008 | 2013 |
| ---- | ---- | ---- | ---- | ---- | ---- | ---- | ---- | ---- |
| 157  | 144  | 147  | 200  | 214  | 223  | 267  | 278  | 406  |

| 2018 | 2022 | - | - | - | - | - | - | - |
| ---- | ---- | - | - | - | - | - | - | - |
| 434  | 464  | - | - | - | - | - | - | - |

| selon la population municipale des années : | 1968 | 1975 | 1982 | 1990 | 1999 | 2006 | 2009 | 2013 |
| Rang de la commune dans le département      | 369  | 365  | 323  | 325  | 338  | 322  | 300  | 275  |
| Nombre de communes du département           | 592  | 582  | 586  | 588  | 588  | 588  | 589  | 589  |

### Enseignement
Le Grès fait partie de l'académie de Toulouse.

### Activités sportives
Chasse, pétanque, pêche (lac de Garac),

### Écologie et recyclage
La collecte et le traitement des déchets des ménages et des déchets assimilés ainsi que la protection et la mise en valeur de l'environnement se font dans le cadre de la communauté de communes des Hauts Tolosans,.
Une déchetterie est présente sur la commune de Cadours.
Depuis 2018, une association locale Au Grès des Saisons est implantée sur la commune avec pour objectifs, la promotion de la permaculture, la protection de l’environnement ainsi que le développement du lien social sur la commune autour d'un jardin partagé.

## Économie

### Revenus
En 2018  (données Insee publiées en septembre 2021), la commune compte 158 ménages fiscaux, regroupant 432 personnes. La médiane du revenu disponible par unité de consommation est de 24 150 € (23 140 € dans le département).

### Emploi
|                | 2008  | 2013  | 2018  |
| -------------- | ----- | ----- | ----- |
| Commune        | 6,3 % | 4,5 % | 7,2 % |
| Département    | 7,7 % | 9,6 % | 9,3 % |
| France entière | 8,3 % | 10 %  | 10 %  |

En 2018, la population âgée de 15 à 64 ans s'élève à 265 personnes, parmi lesquelles on compte 84,9 % d'actifs (77,7 % ayant un emploi et 7,2 % de chômeurs) et 15,1 % d'inactifs,. Depuis 2008, le taux de chômage communal (au sens du recensement) des 15-64 ans est inférieur à celui de la France et du département.
La commune fait partie de la couronne de l'aire d'attraction de Toulouse, du fait qu'au moins 15 % des actifs travaillent dans le pôle,. Elle compte 33 emplois en 2018, contre 40 en 2013 et 23 en 2008. Le nombre d'actifs ayant un emploi résidant dans la commune est de 208, soit un indicateur de concentration d'emploi de 16 % et un taux d'activité parmi les 15 ans ou plus de 73,7 %.
Sur ces 208 actifs de 15 ans ou plus ayant un emploi, 18 travaillent dans la commune, soit 9 % des habitants. Pour se rendre au travail, 92,8 % des habitants utilisent un véhicule personnel ou de fonction à quatre roues, 0,5 % les transports en commun, 2,9 % s'y rendent en deux-roues, à vélo ou à pied et 3,8 % n'ont pas besoin de transport (travail au domicile).

### Activités hors agriculture
31 établissements sont implantés  au Grès au 31 décembre 2019. Le tableau ci-dessous en détaille le nombre par secteur d'activité et compare les ratios avec ceux du département,.
| Secteur d'activité                                                                                        | Commune | Commune | Département |
| Secteur d'activité                                                                                        | Nombre  | %       | %           |
| --- | ------- | ------- | ----------- |
| Ensemble                                                                                                  | 31      | 100 %   | (100 %)     |
| Industrie manufacturière, industries extractives et autres                                                | 3       | 9,7 %   | (5,7 %)     |
| Construction                                                                                              | 6       | 19,4 %  | (12 %)      |
| Commerce de gros et de détail, transports, hébergement et restauration                                    | 7       | 22,6 %  | (25,9 %)    |
| Information et communication                                                                              | 1       | 3,2 %   | (4,1 %)     |
| Activités financières et d'assurance                                                                      | 1       | 3,2 %   | (3,8 %)     |
| Activités immobilières                                                                                    | 2       | 6,5 %   | (4,2 %)     |
| Activités spécialisées, scientifiques et techniques et activités de services administratifs et de soutien | 4       | 12,9 %  | (19,8 %)    |
| Administration publique, enseignement, santé humaine et action sociale                                    | 3       | 9,7 %   | (16,6 %)    |
| Autres activités de services                                                                              | 4       | 12,9 %  | (7,9 %)     |

Le secteur du commerce de gros et de détail, des transports, de l'hébergement et de la restauration est prépondérant sur la commune puisqu'il représente 22,6 % du nombre total d'établissements de la commune (7 sur les 31 entreprises implantées  au Le Grès), contre 25,9 % au niveau départemental.

### Agriculture
|               | 1988 | 2000 | 2010 | 2020 |
| ------------- | ---- | ---- | ---- | ---- |
| Exploitations | 14   | 9    | 8    | 6    |
| SAU (ha)      | 406  | 491  | 575  | 686  |

La commune est dans les « Coteaux du Gers », une petite région agricole occupant une partie nord-ouest du département de la Haute-Garonne, caractérisée par une succession de coteaux peu accidentés, les surfaces cultivées étant entièrement dévolues aux grandes cultures. En 2020, l'orientation technico-économique de l'agriculture  sur la commune est la culture de céréales et/ou d'oléoprotéagineuses. Six exploitations agricoles ayant leur siège dans la commune sont dénombrées lors du recensement agricole de 2020 (14 en 1988). La superficie agricole utilisée est de 686 ha,,.

## Culture locale et patrimoine

### Lieux et monuments
- Église Notre-Dame du Grès.

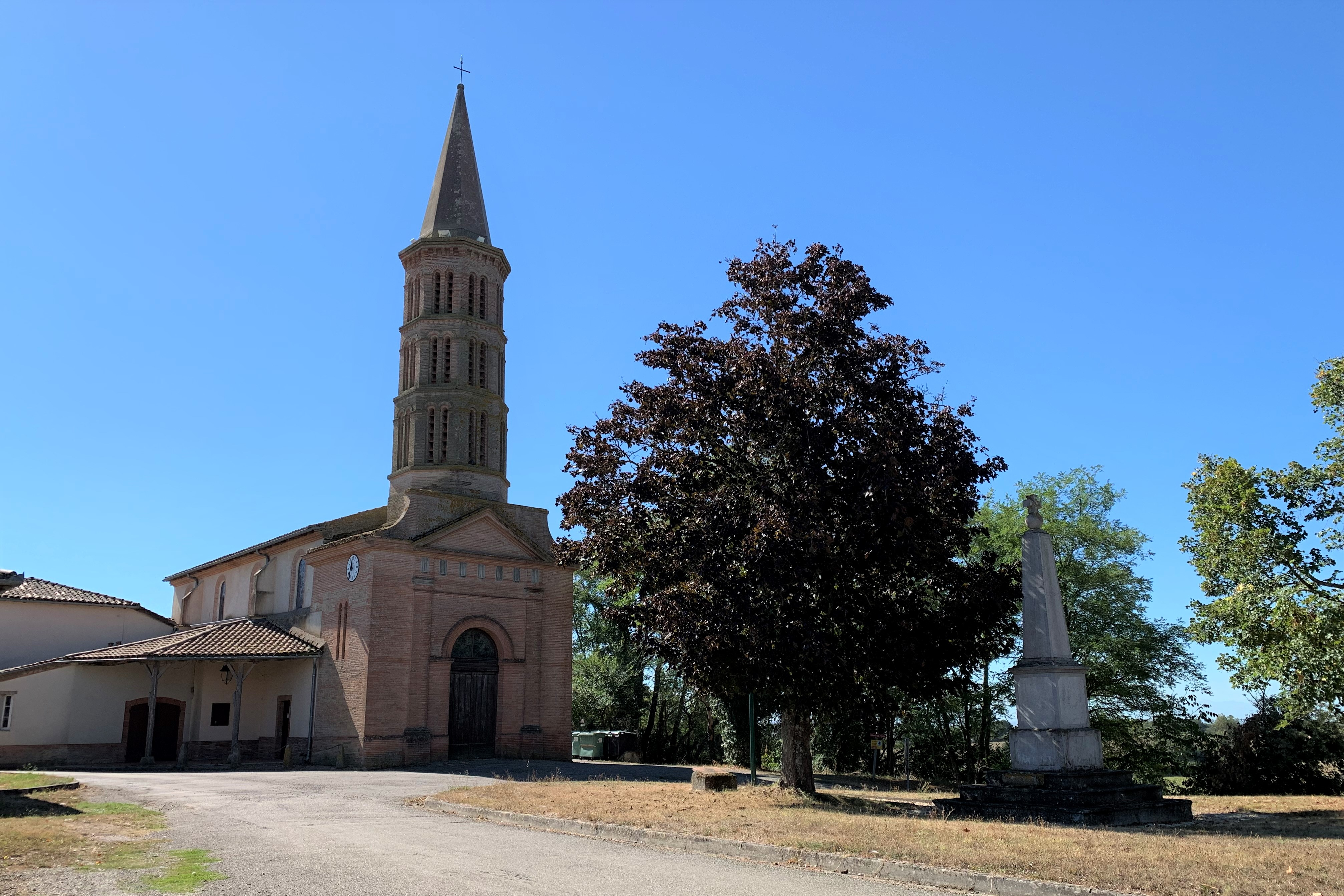
Église Notre-Dame.

## Pour approfondir